# Calamites
Calamites è un genere di piante estinte appartenente all'ordine degli equiseti. Visse dal Carbonifero medio al Permiano superiore (310-250 milioni di anni fa), e i suoi resti fossilizzati sono stati rinvenuti in Europa, Asia e Nordamerica.

## Descrizione

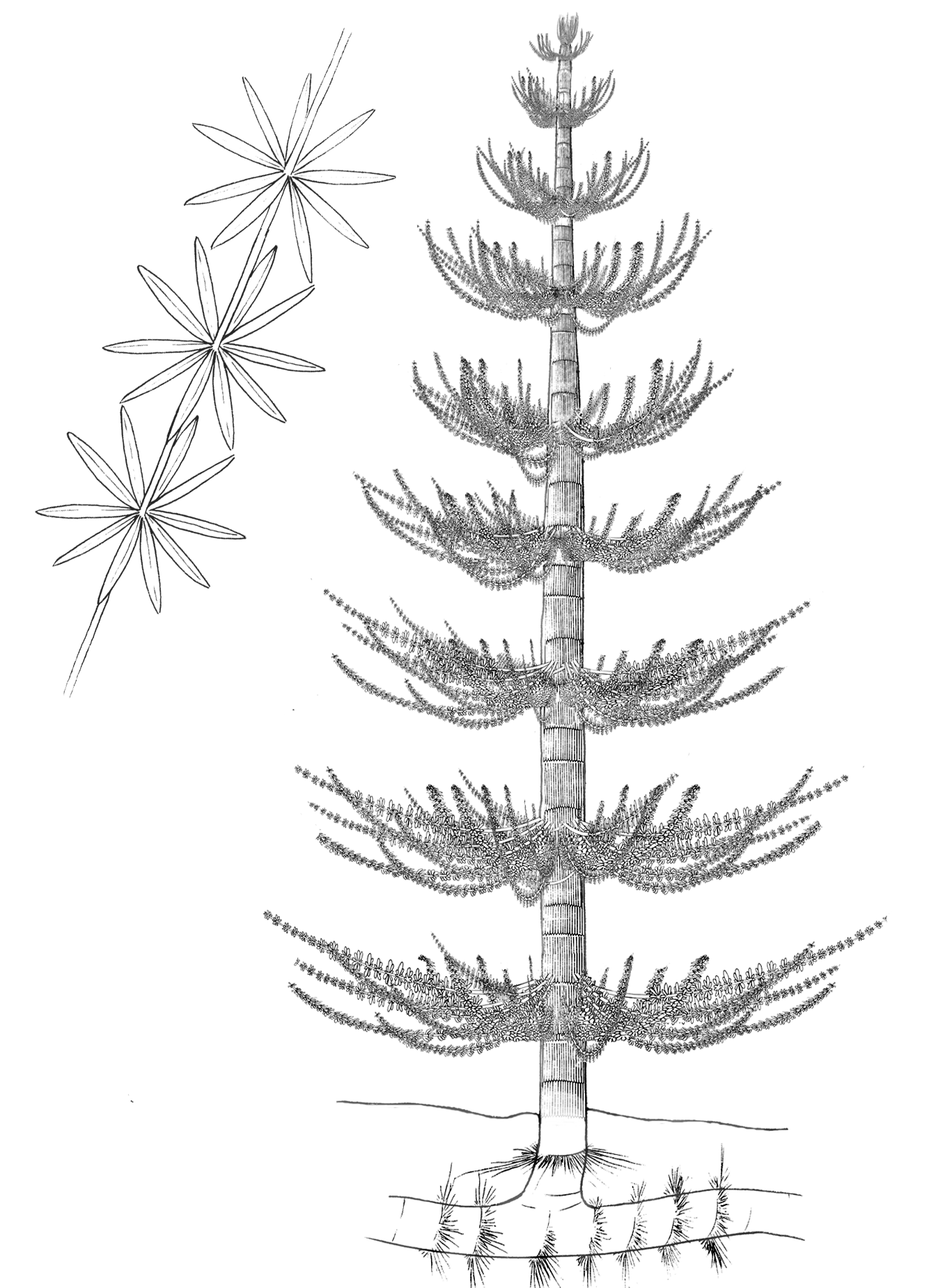
Riproduzione di una calamite

A questo genere appartengono i più noti tra gli equiseti arborei che costituivano una grande parte delle foreste carbonifere. Come molte piante primitive, la calamite raggiungeva altezze ben superiori a quelle dei suoi attuali parenti; di solito era alta circa 10 metri, ma in alcuni casi sembra che potesse raggiungere anche i 20. Un robusto rizoma sotterraneo, provvisto di radici avventizie su ogni nodo, era l'origine degli steli aerei. I rami e le foglie erano riuniti su fusti subaerei in verticilli formatisi sui nodi.

## Sottogeneri
Il genere Calamites è suddiviso in cinque sottogeneri divisi sulla base delle caratteristiche dei resti fossili del midollo.
- Mesocalamites: le righe superficiali parallele del sistema vasolare si alternano solo in parte dopo ogni nodo; negli altri sottogeneri, invece, tutte le righe sono alternate.
- Stylocalamites: i rami sono piccoli e disposti in maniera irregolare.
- Crucicalamites: i rami sono posti su ogni nodo e l'aspetto generale della pianta era cespuglioso.
- Diplocalamites: i rami si dipartono a due a due da ogni nodo, in direzioni opposte.
- Calamitina: le ramificazioni sono regolari e numerose, ma non sono presenti su ogni nodo.

## Fossili

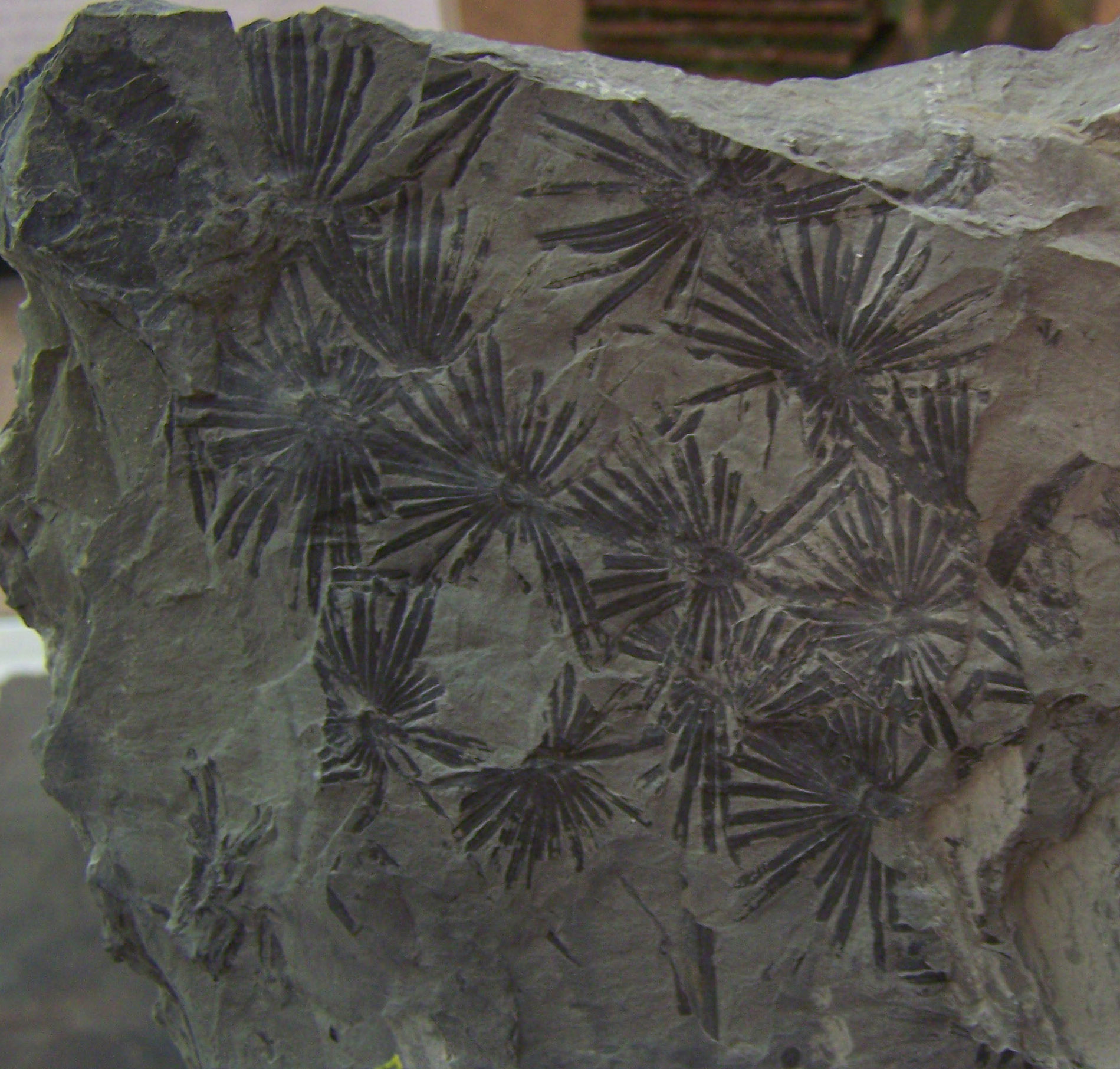
Fossili di Annularia stellata

La calamite fu descritta per la prima volta sulla base di modelli del midollo, formatisi in seguito al riempimento da parte del sedimento della cavità centrale dello stelo. Il modello formatosi, in questo modo, si conservava allo stato fossile, mentre gli altri tessuti della pianta andavano decomponendosi. I resti fossili isolati delle foglie delle calamitacee sono state descritte come Annularia, dalla caratteristica nervatura unica, che arriva a occupare quasi la metà della larghezza delle foglie stesse. Queste foglie erano lunghe fino a otto centimetri e larghe fino a un centimetro.

## Habitat
La calamite era assai diffusa nelle foreste paludose e calde del Paleozoico superiore, insieme ad altri alberi primitivi di statura gigantesca, quali Lepidodendron e Sigillaria. Le foglie note come Annularia sono spesso conservate secondo una caratteristica disposizione, che suggerisce l'esigenza di rendere massima la superficie di esposizione alla luce solare. Con il cambiamento climatico nel corso del Permiano, questi alberi abituati a un clima umido e caldo si estinsero rapidamente.